# 放射性同位素加热器

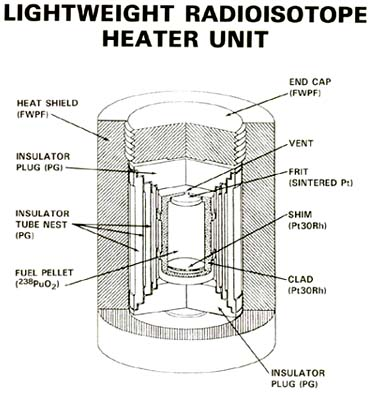
放射性同位素加热器装置示意图

放射性同位素加热器(Radioisotope heater units)，英文简称“RHU”，是通过放射性衰变提供热量的小型装置。它们类似于微型的放射性同位素热能发电机(RTG)，通常每台发电机提供约1瓦特的热量，这些热量来源于数克钚-238的衰变-虽然也可以使用其他放射性同位素。这些放射性同位素加热器产生的热量能持续释放数十年，理论上可长达一个世纪甚至更长。
在航天器中，放射性同位素加热器是加热关键部件和子系统所必需的，由于它无需加热子系统，也降低了航天器的复杂性。通过尽可能少的加热子系统，可降低航天器的整体复杂性。
虽然放射性同位素加热器(RHU)和放射性同位素热能发电机(RTG)都使用放射性同位素(通常是钚-238)的衰变热，但由于节省了热能发电机所需的热电偶和散热片，因此，加热器通常要小得多。加热器和发电机都有坚固耐热的外壳，以确保飞行器在发生发射或再入故障时，能安全地保存放射性同位素，热离子发生器也使用了类似的方案，单只加热器(包括保护层)的总质量约为40克。

## 航天器应用

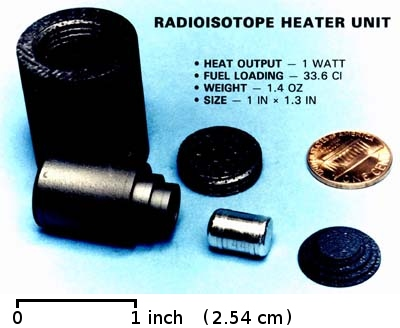
拆卸后的加热器照片，每只使用钚-238的加热器产生约1瓦特的热量。

大多数月球和火星表面探测器都使用放射性同位素加热器来升温，包括许多使用太阳能电池板而非放射性同位素热能发电机来供电的探测器。例如1969年阿波罗11号安放在月球上的地震仪，其中就含有1.2盎司(34克)的钚-238；火星探路者以及火星探测车勇气号和机遇号。放射性同位素加热器在月球上特别有用，因为它有漫长而寒冷的两周黑夜。
实际上，火星以外的每一次深空任务都使用放射性同位素加热器和热能发电机。太阳辐照度随着与太阳距离的平方而减少，所以需要另外的热量来保持航天器部件处于标准的运行温度下。其中部分热量通过电力产生，因为它们更易控制，但放射性同位素热能发电机的效率远低于放射性同位素加热器，因为它只能将百分之几的热量转化为电能，其余热量都被排放到太空中。
发射到土星的卡西尼-惠更斯号探测器携带有82只放射性同位素加热器(其中三只主要的用于热能发电机发电)，相应的惠更斯号探测器也安装有35只加热器。
美国能源部开发了主要用于太空的通用热源(GPHSE)，它们既可以单独使用，也可组合使用，最大能组合18只用于部件加热和热能发电机发电。每只通用热源(GPH)包含四个包覆铱壳的钚-238燃料芯块，高5厘米，面积10平方厘米，重1.44千克。

## 另请参阅
- 核燃料
- 核电池
- 斯特林放射性同位素发电机
- 放射性同位素热能发电机